# Eric Green
Eric Hubert Green (Leatherhead, Surrey, 28 d'agost de 1878 – Stanford Dingley, Berkshire, 23 de desembre de 1972) va ser un jugador d'hoquei sobre herba anglès que va competir a principis del segle xx.
El 1908 va prendre part en els Jocs Olímpics de Londres, on va guanyar la medalla d'or en la competició d'hoquei sobre herbal, com a membre de l'equip anglès. Fou 16 cops internacionals entre 1902 i 1908 i posteriorment fou corresponsal d'hoquei del diari The Times.